# Митровица (скално светилище)
Вижте пояснителната страница за други значения на Митровица.
Митровица е праисторическо скално светилище преизползвано от древните тракийски племена обитаващи междуречието Места – Вищерица на 3 km от центъра на село Осеново, област Благоевград, на връх на възвишение с надморска височина 1360 m.

## Описание и особености
Култовото място е разположено върху извисяващ се скален връх, над източния бряг на Места при едноименното село. В скалите се наблюдават няколко оформени платформи, които се развиват във височина. Едноименният връх Митровица е разположен над водослива на реките Ретиже, Места и Градинишка, откъдето се открива забележителна панорама към сакрализирания скален феномен Осеновска каменна сватба и циркуса на Поповото езеро в Пирин, на юг към скалното светилище при връх Острец и мегалитното светилище Кара кая в Западните Родопи.
Сакралната територия на светилището обхваща около 1,5 km и е разположена върху дълъг рид, спускащ се от Западните Родопи към Места, в рамките на която са обособени седем култови центъра, повечето от които са обособени от скални издълбавания или от архитектурни градежи.
Най-сакралната част от светилището е при върха, където се е намирала най-високата площадка, където свещеното пространство е организирано на три нива във височина, при които личат осезателни следи от древни обредни практики. Според проф. Марков дебелият култов пласт свидетелства за наличие на неголяма ритуална зала, изградена на средната култова площадка през трако-римската епоха. Върху предпоследната площадка в наши дни е разположено черковището Свети Димитър, наследило древния култов паметник и почитано до днес. Християнизацията е често наблюдавана при особено значимите езически капища.
В ниската си част при местността Падала сакрализираната територия е имала и архитектурна част, която е силно разрушена при иманярска инвазия. Около значителна по размерите си каменна могила, служела за жертвеник през древността са изградени неголеми архитектурни комплекси. При теренните проучвания ръководени от проф. Васил Марков са регистрирани части от суха зидария, както и строителство на хоросанова спойка и фрагменти от римска строителна керамика. Битовата керамика е датирана от предримската, римската и късната Античната епоха (І хил. пр. Хр. – ІV век сл. Хр.).
Откритите дарове – железен сърп, прешлен от вретено, тежест за стан, както и топонима Митровица според проф. Марков могат да се тълкуват като свидетелство, че мястото е служело за светилище на Великата богиня Майка, отъждествявана в трако-римската епоха вероятно с Деметра.
На около 150 m от каменната могила-жертвеник, върху малък хребет, спускащ се на юг, в рамките на същата сакрална територия е разположен Врътен камък, който представлява мегалитна арка, която според изследователите на обекта е служела за наблюдение на изгревите на слънцето на източния хоризонт. Скалата при арката е г-образно разположена и от юг в нея се наблюдава още една – по-висока арка, която вероятно е свързана с наблюдения на слънчевия зенит на южния небосклон.(Този паметник има своя аналог при скалната арка на Мегалитното светилище под Царев връх.)
Източната арка при Врътен камък от светилището се използва за лечебни обреди и в наши дни, макар че съществени части от ритуалите са отпаднали. Камъкът на отвора е добре полиран от продължително и последователно използване, но не се наблюдават характерните от „живите светилища“ от Западните Родопи култови практики на оставяне на дребни монети в дар за изцеление или дрехи или части от такива.
Скалният жертвеник в м. Железарницата е разположен източно от каменната могила и проф. Марков го свързва с хтоничните функции на мъжкото божество в древна Тракия, като господар на подземните богатства. Функции, които за този регион били от особено важно значение, като се има предвид че обитаващото този регион тракийско племе Беси е едно от най-прославените сред тракийските племена занимаващи се с металургия. Този факт е засвидетелстван по археологически път многократно от археологическите експедиции в района на Западните Родопи и Южен и Среден Пирин.
Проф. Марков свързва и трите надгробни могили, разположени на хребета, западно от кръглия каменен жертвеник в м. Падала.
На около 200 m южно от м. Железарницата е разположен скалният масив „Ветрилницата“, който също влиза в рамките на сакрализиранат атеритория. Масивът е висок около 20 m, а върху него на заравнената площ са разположени три скални площадки използвани в древността за култови действия – с вкопани в скалата ями-жертвеници, често кореспондиращи по между си с изсечени канали. Откритите керамични фрагменти върху скалата дава основание на археолозите да датират култовият обект в пред-римската епоха, а топонимът „Ветрилницата“ е отнесен към култа към мъжкото божество в Древна Тракия, като Бог на Бурята и познат от античните писмени източници в хипостазата си – северният вятър Борей.

## Опазване и консервация
Значителна част от могилите в м. Падалата, за който може да се предполагат следи от мистериален култ, е унищожена изцяло от иманяри чрез ползването на верижна техника през 2005 г.